# Ланэм, Сэмюэл Уиллис Такер
Сэмюэл Уиллис Такер Ланэм (англ. Samuel Willis Tucker Lanham; 4 июля 1846, Южная Каролина — 29 июля 1908, Уэтерфорд, Техас) — американский политик, 23-й губернатор штата Техас, член демократической партии.

## Биография

### Ранние годы
Сэмюэл Уиллис Такер Ланэм родился в Южной Каролине в семье Джеймса Мэдисона и Луизы де Обрей (урожденной Такер) Ланэм. Его назвали в честь деда по материнской линии Сэмюэла Уиллиса Такера. Когда началась гражданская война, Ланэм добровольцем вступил в армию конфедератов, несмотря на то, что ему было всего пятнадцать лет. Он воевал в основном в Виргинии, был ранен в битве при Спотсильвейни. После окончания боевых действий Ланэм женился. Он и его жена поселились в Уэтерфорде, штат Техас, где Ланэм работал и изучал право.
В 1869 году Ланэм был принят в коллегию адвокатов, а в 1871—1876 годах был прокурором 13-го округа Техаса. Его самым известным делом был суд над индейскими вождями племени кайова Сатантой (Белым Медведем) и Большим Деревом, которые атаковали караван на Солт-Крик в 1871 году.

### Политическая карьера
В 1892 году Ланэм был избран в Палату представителей США, где служил на протяжении 10 лет. В 1894 году он баллотировался в губернаторы Техаса, но проиграл выборы Чарльзу Калберсону. Затем он вернулся в Конгресс, где пребывал с 1897 по 1902 год.
В 1902 году Ланэм был избран губернатором Техаса и вступил в должность 20 января 1903 года. Он стал последним ветераном Конфедерации на этом посту. Во время его пребывания на должности губернатора были приняты многие законы, регулирующие правила техники безопасности. Так, в 1903 году легислатура Техаса приняла закон, ограничивающий продолжительность рабочего дня железнодорожного служащего, и закон, регламентирующий детский труд.
В 1904 году избиратели одобрили поправку к Конституции Техаса, которая отменила действовавший запрет на банковскую систему штата. В следующем году законодательный орган принял законопроект о создании страховой и банковской комиссии штата, а Ланэм назначил Томаса Б. Лава её первым директором. В течение следующих пяти лет было создано более 500 банков.
В 1905 году Ланэм начал налоговую реформу. Также было реформировано избирательное законодательство.
После ухода с должности Ланэм удалился в Уэтерфорд, где и умер 29 июля 1908 года.

### Факты
- Ланэм был масоном[3].
- Сын Ланэма, Фриц Ланэм[англ.], также был членом Палаты представителей США на протяжении 14 терминов в 1919—1947 годах[7].
- Внук, Эдвин Ланэм[англ.], стал успешным писателем[8].